# Lok-Sabha-Wahlkreis Kanakapura
Der Lok-Sabha-Wahlkreis Kanakapura war von 1967 bis 2004 ein Wahlkreis bei den Wahlen zur Lok Sabha, dem Unterhaus des indischen Parlaments. Er gehörte zum Bundesstaat Mysore bzw. nach dessen Umbenennung im Jahr 1973 zum Bundesstaat Karnataka. Der Wahlkreis Kanakapura umfasste ein Gebiet in den Distrikten Bengaluru Urban, Ramanagara und Mandya im Umland der Metropole Bangalore. Namensgeber war die Stadt Kanakapura.
Nachdem seit 1976 keine Neuordnung der Wahlkreise stattgefunden hatte, war der Wahlkreis Kanakapura durch den starken Anstieg der Einwohnerzahl im Umland Bangalores disproportional gewachsen. Im Zuge der Neuordnung der Wahlkreise vor der Lok-Sabha-Wahl 2009 wurde der Wahlkreis Kanakapura daher aufgelöst. Er gab einen Teil seines Gebietes an die Wahlkreise Bangalore South und Mandya ab. Aus dem verbliebenen Gebiet des ehemaligen Wahlkreises Kanakapura wurde der neue Wahlkreis Bangalore Rural gebildet.

## Abgeordnete
| Wahl  | Name                        | Partei | Stimmen |
| ----- | --------------------------- | ------ | ------- |
| 1967  | M. V. Rajasekharan          | INC    | 45,6 %  |
| 1971  | C. K. Jaffer Sharief        | INC    | 80,0 %  |
| 1977  | M. V. Chandrashekara Murthy | INC    | 47,1 %  |
| 1980  | M. V. Chandrashekara Murthy | INC(I) | 53,4 %  |
| 1984  | M. V. Chandrashekara Murthy | INC    | 47,8 %  |
| 1989  | M. V. Chandrashekara Murthy | INC    | 53,0 %  |
| 1991  | M. V. Chandrashekara Murthy | INC    | 38,0 %  |
| 1996  | H. D. Kumaraswamy           | JD     | 42,1 %  |
| 1998  | M. Srinivas                 | BJP    | 39,0 %  |
| 1999  | M. V. Chandrashekara Murthy | INC    | 43,2 %  |
| 2002* | H. D. Deve Gowda            | JD(S)  | 41,4 %  |
| 2004  | Teejashwini Sree Ramesh     | INC    | 37,6 %  |

*) Nachwahl